# Cörmigk
Cörmigk là một đô thị thuộc huyện Salzland, bang Saxony-Anhalt, Đức.